# Vinica (Słowenia)
Vinica – wieś w Słowenii, w gminie Črnomelj. W 2018 roku liczyła 243 mieszkańców.